# Poekebeek
Poekebeek är ett vattendrag i Belgien.   Det ligger i regionen Flandern, i den västra delen av landet, 60 km väster om huvudstaden Bryssel.
Omgivningarna runt Poekebeek är en mosaik av jordbruksmark och naturlig växtlighet. Runt Poekebeek är det tätbefolkat, med 356 invånare per kvadratkilometer.